# (34839) 2001 SL263
2001 SL263 (asteroide 34839) é um asteroide da cintura principal. Possui uma excentricidade de 0.11209960 e uma inclinação de 11.01285º.
Este asteroide foi descoberto no dia 25 de setembro de 2001 por Charles W. Juels e Paulo R. Holvorcem em Fountain Hills.